# Burma Star
La Burma Star (Étoile de Birmanie) est une des 8 étoiles de campagnes de la Seconde Guerre mondiale. Il s'agit d'une décoration militaire britannique décernée aux soldats du Royaume-Uni et du Commonwealth of Nations (plus rarement aux étrangers).

## Conditions d'attributions
Cette décoration est décernée en reconnaissance du service opérationnel du récipiendaire durant la Seconde Guerre mondiale (1939-1945) durant la campagne de Birmanie entre le 11 décembre 1941 et le 2 septembre 1945. Les conditions d'attributions dépendent de la branche d'armée (Air Force, Navy, Army, etc.) dans laquelle le récipiendaire a servi.
Cette décoration est attribuée aux personnels des trois armées (Terre, Air, Mer) du Commonwealth et aux étrangers servant sous uniforme britannique ou au sein des unités britanniques des trois armées (agents du Special Operations Executive, membres des équipes Jedburghs, soldats du Special Air Service...etc). C'est le cas de l'écrivain Pierre Boulle[réf. nécessaire], combattant de la France libre, au titre de son action au sein de la Force 136 du SOE en Asie du Sud-Est.
Cette médaille est attribuée sans conditions de durée en cas de blessure, de décès et pour les prisonniers de guerre ainsi que pour ceux qui ont reçu une citation (Mentioned in Despatch) ou une décoration pour conduite valeureuse ou extraordinaire au feu (Victoria Cross, Distinguished Service Order, Military Cross, Military Medal, etc.).

## Aspect de la Décoration

### Description
La décoration "Burma Star" est une étoile en bronze de 44 mm de hauteur et de 38 mm de largeur. L'étoile possède six branches avec en son centre les initiales du roi George VI, surmontées de la couronne royale, et entourées de la légende : THE BURMA STAR. Au revers, le nom du récipiendaire peut y être apposé (plus rarement) ainsi que son matricule.

### Ruban
Le centre du ruban est rouge, bordé de part et d'autre de bandes bleu foncé et orangé, avec des bords bleu foncé. Le rouge et le bleu représentent les Forces du Commonwealth et l'orangé le soleil.
L’agrafe Pacific est portée sur le ruban de la pendante des personnels qui peuvent prétendre également à la Pacific Star. Seule la première des deux étoiles reçues est portée, la seconde étant représentée par la barrette.

## Particularités
Il s'agit de la sixième de la série des 8 étoiles de campagne dont l'aspect est identique à toutes les autres, à savoir : 1939-45 Star, Atlantic Star (en), Air Crew Europe Star, Africa Star, Pacific Star, Burma Star, Italy Star et France and Germany Star. Seule la légende est propre à chaque médaille.